# Henry Moore Selder
Henry Moore Selder, född 6 februari 1973 i Stockholm, filmregissör med ett förflutet som musiker och låtskrivare. Hans filmer och låttexter behandlar ofta ämnen som utanförskap och alienation och riktar ett skarpt öga mot livets absurda sidor. Kortfilmsmusikalen Deadly Boring nominerades 2002 till en Guldbagge.
Han har även samarbetat i filmprojekt med konstnärer som Johanna Billing, Carina Gunnars och Sara Lundén.
Han är son till skulptören Björn Selder.

## Filmografi
- 1999 - Harlem - regi och foto
- 1999 - Let There Be Drums - regi
- 2001 - Deadly Boring - regi, foto och klippning
- 2003 - Hon är död - regi, manus och klippning
- 2004 - En grundlig undersökning - regi och manus
- 2007 - Köra runt - regi, manus, producent och klippning
- 2014 – En levande själ - regi och klippning

## Diskografi i urval
- 1999 - Puppetmasters - Art Creep EP
- 2000 - Chihuahua - Extra Everything
- 2002 - Rock Out - Sound Check
- 2003 - Puppetmasters - Midnight Graffiti
- 2015 - Saralunden & HMS - HMS Plays Saralunden